# Rio Babeș
O Rio Babeş é um rio da Romênia afluente do rio Cheiţa, localizado no distrito de Prahova.